# Nuugaarsuk
Nuugaarsuk [ˌnuːˈɣɑːsːuk] (nach alter Rechtschreibung Nûgârssuk) ist eine grönländische Schäfersiedlung im Distrikt Nanortalik in der Kommune Kujalleq.

## Lage
Nuugaarsuk liegt an einer gleichnamigen Landspitze, die in den Tasermiut Kangerluat (Ketilsfjord) hineinreicht. Der nächstgelegene Ort ist Tasiusaq, das acht Kilometer südsüdwestlich liegt und mit dem es über einen Weg verbunden ist. Östlich von Nuugaarsuk liegt das einzige Waldgebiet Grönlands, das ein beliebtes Ziel für Wanderer ist.

## Geschichte
Für Nuugaarsuk sind für das Jahr 1951 sieben Einwohner überliefert. 1960 waren es drei. In den 1960er Jahren betrieb Jørgen Poulsen, der in dieser Zeit in Grønlands Landsråd saß, in Nuugaarsuk Schafzucht. 1962 hatte er 70 Schafe, von denen im Winter 15 starben. Weitaus schlimmer traf ihn der Winter 1967, als von seinen mittlerweile 400 Mutterschafen nur 50 überlebten. 1965 und 1968 lebten jeweils neun Personen in Nuugaarsuk. 1997 besuchte Prinz Henrik von Dänemark das mittlerweile von den Brüdern Knud und David Poulsen betriebene Nuugaarsuk.

## Bevölkerungsentwicklung
Die Einwohnerzahl von Nuugaarsuk bewegt sich zwischen drei und zehn Personen. Einwohnerzahlen der Schäfersiedlungen sind letztmals für 2013 bekannt. Nuugaarsuk wird statistisch unter „Farmen bei Tasiusaq“ geführt.